# 德克三世
德克三世（荷蘭語：Dirk III，約982年—1039年5月27日），荷蘭伯爵，993年至1039年在位。

## 家庭
德克三世的妻子是奧特琳迪絲（Othelindis），兩人共有兩個兒子：
1. 德克四世（—1049年）
2. 弗洛里斯一世（—1061年）